# Transzkontinentális ország
Transzkontinentálisnak nevezzük azokat az országokat, amelyeknek törzsterülete több kontinensre is kiterjed. Nem számítanak transzkontinentálisnak azok az országok, amelyek külbirtokaik, gyarmataik vagy katonai támaszpontjaik révén birtokolnak területeket más kontinenseken.

## Jelenlegi transzkontinentális államok

### Transzkontinentális államok
- Egyiptom (Afrika – Ázsia) A Szuezi-csatorna választja el a két kontinenst.
- Kazahsztán (Ázsia – Európa) Az Urál folyó választja el a két földrészt. Többnyire Ázsiához sorolják.
- Törökország (Ázsia – Európa) A Boszporusz, a Márvány-tenger és a Dardanellák választja el a két földrészt.
- Oroszország (Európa – Ázsia) Az Urál hegység és az Urál folyó választja el a két földrészt.

### Transzkontinentálisnak tekinthető államok
- Azerbajdzsán (Európa - Ázsia) A két földrészt elválasztó Kaukázus mentén helyezkedik el. Ritkán tekintik transzkontinentálisnak, többnyire egészében sorolják Európához vagy Ázsiához.
- Franciaország (Európa – Afrika – Dél-Amerika) Tengeren túli megyéi révén.
- Grúzia (Európa - Ázsia) A két földrészt elválasztó Kaukázus mentén helyezkedik el. Ritkán tekintik transzkontinentálisnak, többnyire egészében sorolják Európához vagy Ázsiához.
- Hollandia (Európa - Közép-Amerika) A Karibi Hollandia szigetei révén.
- Indonézia (Ázsia - Óceánia) Új-Guinea révén.
- Örményország (Európa - Ázsia) A két földrészt elválasztó Kaukázus mentén helyezkedik el. Ritkán tekintik transzkontinentálisnak, többnyire egészében sorolják Európához vagy Ázsiához.
- Spanyolország (Európa – Afrika) Ceuta és Melilla révén.
- USA (Észak-Amerika – Óceánia) Hawaii révén.
- Dánia (Európa - Észak-Amerika) Grönland révén.

## Történelmi transzkontinentális államok
- Egyiptom – A Középbirodalom és az Újbirodalom idején (Afrika és Ázsia)
- Asszíria – I. e. 670 körül (Ázsia és Afrika)
- Perzsa Birodalom – I. e. 500 körül (Ázsia, Afrika és Európa)
- Nagy Sándor birodalma – I. e. 333-327 között (Európa, Ázsia és Afrika)
- Római Birodalom (Európa, Ázsia és Afrika)
- Bizánci Birodalom (Európa és Ázsia, egy ideig Afrika is)
- Orosz Birodalom (Európa és Ázsia, egy ideig Alaszka révén Észak-Amerika is)
- Oszmán Birodalom(Európa, Ázsia és Afrika)
- Szovjetunió (Európa és Ázsia)